# 袁祖德
袁祖德（？—1853年），字又村，浙江钱塘（浙江杭州）人，是一名清朝政治人物。
袁祖德从祖父徙居江宁。捐纳为江苏宝山县县丞，于咸丰三年（1853年）接替姚辉第任上海县知县一职。代办漕运，小刀会起义军攻克上海，袁祖德被杀。上海知县由孙丰接任。

## 延伸阅读
[在维基数据编辑]
 《清史稿·卷491》，出自趙爾巽《清史稿》